# Глиняні ноги
Гли́няні но́ги — це відсилка до тлумачення сну Навуходоносора II, царя Вавилону пророком Даниїлом і записане в книзі Даниїла:
Ти, царю, бачив, аж ось один великий бовван, бовван цей величезний, а блиск його дуже сильний; він стояв перед тобою, а вигляд його був страшний.

Цей бовван такий: голова його з чистого золота, груди його та рамена його зо срібла, нутро його та стегно його з міді, голінки його з заліза, ноги його частинно з заліза, а частинно з глини.
 (Даниїл 2:31-33)

…

А що ти бачив ноги та пальці частинно з ганчарської глини, частинно з заліза, то це буде поділене царство, і в ньому буде трохи залізної моці, бо ти бачив залізо, змішане з глейкою глиною.

А пальці ніг частинно з заліза, а частинно з глини, то й частина царства буде сильна, а частина буде ламлива.

А що бачив ти залізо, змішане з глейкою глиною, то вони змішані будуть людським насінням, а не будуть прилягати одне до одного, як залізо не змішується з глиною.
 (Даниїл 2:41-43)

Фразу використовують для вказування на певні вади характеру, особливо у видатних особистостей.